# Conceição do Canindé
Conceição do Canindé là một đô thị thuộc bang Piauí, Brasil. Đô thị này có diện tích 903,884 km², dân số năm 2007 là 5085 người, mật độ 5,63 người/km².